# タサヴァラン・プレジデンティ
タサヴァラン・プレジデンティ（Tasavallan Presidentti、「共和国大統領」の意）は、フィンランドのプログレッシブ・ロック・バンドである。1969年にギタリストのユッカ・トローネンとドラマーのヴェサ・アールトネンによって結成された。その他の創設メンバーは、かつてブルース・セクションに所属していたマンス・グランドストロエム（ベース）とフランク・ロブソン（ボーカル）。ユハニ・アールトネン（サックス、フルート）は以前、Soulsetで演奏していた。彼は1970年にペッカ・ポユリュに交代した。エーロ・ライッティネンは、アルバム『Lambertland』がイギリスでリリースされたのと同じ年の1972年に、ロブソンに代わってボーカリストとなった。このアルバムは、ジャズとフォークロックの緊密な融合であり、非常に独創的で想像力に富んだ歌詞がフィンランドで7位にランクインした。『Milky Way Moses』は1974年にフィンランドで12位になった。バンドは1973年と1974年にヨーロッパ大陸とイギリスをツアーしたが、躁うつ病の発作に襲われたポユリュは、ライブ日程によってはキーボーディストのエサ・コティライネンが代役を担うことがあった。
タサヴァラン・プレジデンティは1974年に解散し、1980年にポユリュが自殺したため、2005年から2006年にかけてオリジナルのサックス奏者ユハニ・アールトネンと再結成を行った。バンドはヘルシンキとタンペレで2019年12月に2回のコンサートを行い、50周年を祝した。

## メンバー
- ユッカ・トローネン (Jukka Tolonen) – ギター
- ヴェサ・アールトネン (Vesa Aaltonen) – ドラム
- フランク・ロブソン (Frank Robson) – ボーカル、キーボード (1969年–1972年、1983年-)
- エーロ・ライッティネン (Eero Raittinen) – ボーカル (1972年–1974年、1995年、2000年)
- ユハニ・アールトネン (Juhani Aaltonen) – サクソフォーン、フルート (1969年–1970年、1983年-)
- ペッカ・ポユリュ (Pekka Pöyry) – サクソフォーン、フルート (1970年–1974年)
- エサ・コティライネン (Esa Kotilainen) – キーボード (1974年、1990年、1995年)
- マンス・グランドストロエム (Måns Groundstroem) – ベース (1969年–1972年、1983年–2002年)
- ヘイッキ・ヴィルタネン (Heikki Virtanen) – ベース (1973年–1974年、2002年-)

## ディスコグラフィ

### アルバム
- Tasavallan Presidentti (1969年)
- Magneettimiehen kuolema (1970年) ※with ペッカ・ストレング
- 『II』 - Tasavallan Presidentti (II) (1971年)
- 『ランバートランド』 - Lambertland (1972年)
- Milky Way Moses (1974年)
- Classics (1990年) ※コンピレーション
- Tasavallan Presidentti (2000年)
- Still Struggling for Freedom (2001年) ※ライブ
- Tasavallan Presidentti Six (2005年) ※EP
- Six Complete (2006年)
- Pop-Liisa 1 (2016年)
- 『ライヴ・イン・ランバートランド』 - Live In Lambertland (2019年) ※ライブ
- 『チェンジング・タイムス・アンド・ムーヴメンツ:ライヴ・イン・フィンランド&スウェーデン1970-1971』 - Changing Times And Movements (2021年) ※ライブ

### シングル
- "Time Alone with You" / "Obsolete Machine" (1969年)
- "Solitary" / "Deep Thinker" (1970年)
- "Saat kaiken" / "Kaukainen valo" (1970年) ※Kirka Babitzin & Tasavallan Presidentti名義
- "Sisältäni portin löysin" / "Selvä näkijä" (1972年)